# Britney Spears
Britney Spears   (McComb, 2 de desembre de 1981) nom artistic de Britney Jean Spears, és una cantautora de pop, ballarina i actriu estatunidenca. Se li atribueix el mèrit d'haver influït en el renaixement del teen pop de finals dels 90 i principis dels 2000, per la qual cosa se la coneix com la "Princesa del Pop". Fins a la data, Spears ha venut més de 100 milions de discos en tot el món.
Spears va adoptar temes més madurs i provocatius per als seus dos següents àlbums d'estudi, Britney (2001) i In the Zone (2003), i va debutar en un llargmetratge amb un paper protagonista a Crossroads (2002).
Després d'una sèrie de problemes personals molt publicitats, la promoció del seu cinquè àlbum d'estudi Blackout (2007), que sovint es coneix com el seu millor treball, va ser limitada i Spears va ser posada involuntàriament sota tutela. Des de llavors, ha publicat els àlbums que la van tornar a situar en els primers llocs de les llistes musicals amb els seus sisè i setè àlbums d'estudi, Circus (2008) i Femme Fatale (2011), respectivament. El 2002, Forbes la va nomenar l'artista més poderosa del moment. Durant la promoció dels seus vuitens i novè àlbums d'estudi, Britney Jean (2013) i Glory (2016), Spears es va embarcar en una gira de residency show's, Britney: Piece of Em, a Planet Hollywood Resort & Casino a Las Vegas, que es va convertir en una de les residency's amb més recaptació de tots els temps.
En 2019, la batalla legal de Spears sobre la seva tutela va sortir a la llum, el que va portar a la creació del moviment #FreeBritney. El 2021, el seu testimoni de registre públic va revelar que va acusar el seu equip de gestió i a la seva família d'abús i va expressar el seu desig d'acabar amb l'acord.
Des del 2019 està retirada del món de la indústria musical. Al 2022 colabora amb una canço juntament amb Elton Jhon titulat Hold me closer que va ser número 1 amb més de 20 països.
Al gener del 2024 després de molts rumors sobre un posible retorn a la música, a través de xarxes socials va confirmar que no era cert i que no tornaria a grabar música mai mes.

## Biografia

### 1981-1997: Vida primerenca i inicis de la carrera
Britney Jean Spears va néixer el 2 de desembre de 1981 a McComb, Mississippi, segona filla de James "Jamie" Parnell Spears i Lynne Irene Bridges. La seva àvia materna, Lillian Portell, era anglesa (nascuda a Londres), i un dels rebesavis materns de Spears era maltès. Els seus germans són Bryan James i Jamie Lynn Spears. Va néixer en el Cinturó de la Bíblia, on el protestantisme evangèlic socialment conservador és una influència religiosa particularment forta, va ser batejada com baptista de sud i va cantar en un cor de l'església quan era petita. D'adulta, va estudiar els ensenyances cabalístiques, el 5 d'agost de 2021, Spears va anunciar que s'havia convertit al catolicisme. La seva mare, la seva germana i les seves nebodes Maddie Aldridge i Ivey Joan Watson, també són catòliques.
Als tres anys, Spears va començar a assistir a classes de ball a la seva ciutat natal, Kentwood (Louisiana), i va ser seleccionada per actuar com a solista al recital anual. Amb cinc anys va debutar en un escenari local, cantant "What Child Is This?" en la seva graduació de l'escola bressol. Durant la seva infància, també va rebre classes de gimnàstica i de cant, i va guanyar molts concursos estatals i concursos de talents infantils. En gimnàstica, Britney va assistir al camp d'entrenament de Béla Károlyi. Va dir sobre la seva ambició de nena: "Estava en el meu propi món,[…] de ben petita, ja havia descobert el que havia de fer".
Quan Spears tenia vuit anys, ella i la seva mare Lynne van viatjar a Atlanta, Geòrgia, per fer una prova per a la reestrena del show The Mickey Mouse Club dels anys 90. El director del càsting Matt Casella la va rebutjar per considerar-la massa jove, però ell la va presentar a Nancy Carson, una agent de talents de Nova York. Carson va quedar impressionada amb la veu de Spears i li va suggerir que la inscrivís en la Professional Performing Arts School.
Spears va ser contractada per al seu primer paper professional com a suplent del paper principal de "Tina Denmark" al musical de l'Off-Broadway Ruthless!. També va aparèixer com a concursant en el popular programa de televisió Star Search i va participar en diversos anuncis publicitaris. El desembre de 1992, va ser contractada per The Mickey Mouse Club al costat de Christina Aguilera, Justin Timberlake, Ryan Gosling i Keri Russell. Després de cancel·lar-se el programa el 1994, va tornar a Mississipi i es va matricular a l'Acadèmia Parklane de McComb. Tot i que va fer amistat amb la majoria dels seus companys de classe, va comparar l'escola amb “l'escena inicial de Clueless amb tots aquells grupets.[…] Era molt avorrit. Era la base de l'equip de bàsquet. Tenia el meu xicot, Però en volia més".
El juny de 1997, Spears estava en converses amb el mànager Lou Pearlman per unir-se al grup de pop femení Innosense. Lynne va demanar la seva opinió a un amic de la família i advocat especialitzat en espectacles, Larry Rudolph, i li va presentar una cinta de Britney cantant sobre una cançó de karaoke de Whitney Houston, juntament amb algunes fotografies. Rudolph va decidir que volia presentar-la a les discogràfiques, per això necessitava que li fessin una prova professional. Va enviar a Spears una cançó sense estrenar de Toni Braxton; ella va assajar durant una setmana i va gravar la seva veu en un estudi. Spears va viatjar a Nova York amb la maqueta i es va reunir amb executius de quatre segells, tornant a Kentwood el mateix dia. Tres de les discogràfiques la van rebutjar, dient que el públic volia grups de pop com els Backstreet Boys i les Spice Girls, i que "no hi hauria una altra Madonna, una altra Debbie Gibson o una altra Tiffany".
Dues setmanes més tard, els executius de Jive Records van tornar les trucades a Rudolph. El vicepresident primer d'A&R, Jeff Fenster, va dir sobre l'audició de Spears que "és molt estrany escoltar algú d'aquesta edat que pugui oferir contingut emocional i atractiu comercial... Per a qualsevol artista, la motivació -l'anomenat 'ull del tigre'- és extremadament important, i Britney tenia això". Spears va cantar "I Have Nothing"(1992) de Houston per als executius, i posteriorment va ser contractada per la discogràfica. Aquesta li va assignar un mes de treball amb el productor Eric Foster White, qui, segons es diu, li va donar forma a la seva veu, que va passar de ser "més greu i menys pop" a ser "distintiva i inconfusible de Britney". Després d'escoltar el material gravat, el president Clive Calder va encarregar un àlbum complet. Spears havia imaginat originalment "música de Sheryl Crow, però més jove, més contemporània per a adults". Es va sentir segura amb la designació de productors per part de la seva discogràfica, ja que "tenia més sentit anar al pop, perquè puc ballar, és més jo". Va volar als estudis Cheiron d'Estocolm, Suècia, on es va gravar la meitat de l'àlbum entre març i abril de 1998, amb els productors Max Martin, Denniz Pop i Rami Yacoub, entre d'altres.

### 1998-2000:...Baby One More TimeiOops!... I Did It Again
Després del seu retorn als Estats Units, Spears es va embarcar en una gira promocional per centres comercials per promocionar el seu pròxim àlbum de debut. El seu espectacle constava de quatre cançons i estava acompanyada per dos ballarins. La seva primera gira de concerts la va realitzar com a telonera dels NSYNC. El seu primer àlbum d'estudi, ...Baby One More Time, va sortir a la venda el 12 de gener de 1999 i va debutar en el número #1 de la llista Billboard 200 dels EUA i, un mes després, va rebre la certificació de dos discos de platí de la Recording Industry Association of America. L'àlbum va encapçalar les llistes de quinze països d'arreu del món i va vendre més de 10 milions de còpies en un any. Es va convertir en l'àlbum més venut de la història per un artista adolescent.
"...Baby One More Time" es va publicar com el senzill principal de l'àlbum. Originalment, Jive Records volia que el vídeo musical fos animat; però, Spears ho va rebutjar i va suggerir el concepte final d'una estudiant catòlica. El senzill va vendre 500.000 còpies en el seu primer dia i es va alçar en la primera posició en el Billboard Hot 100, encapçalant la llista durant dues setmanes consecutives. Ha venut més de 10 milions de còpies, el que el converteix en un dels singles més venuts de tots els temps. "...Baby One More Time" va rebre més tard una nominació als Grammy a la Millor Interpretació Vocal Pop Femenina la cançó principal també va encapçalar la llista de singles durant dues setmanes al Regne Unit, i es va convertir en el single més ràpidament venut per una artista femenina, amb més de 460.000 còpies. Més tard es convertiria en la 25a cançó més reeixida en la història de les llistes britàniques. Spears és l'artista femenina més jove en tenir un milió de vendes al Regne Unit. El tercer senzill de l'àlbum, "(You Drive Em) Crazy", es va convertir en un èxit en el top 10 mundial i va propulsar encara més l'èxit de l'àlbum ...Baby One More Time. L'àlbum ha venut 25 milions de còpies a tot el món, el que el converteix en un dels àlbums més venuts de tots els temps. És l'àlbum debut més venut de qualsevol artista.
El 28 de juny de 1999, Spears va començar la seva primera gira "...Baby One More Time Tour" a Nord-amèrica, que va ser rebuda positivament per la crítica i va generar certa controvèrsia a causa de els seus vestits atrevits. Una extensió de la gira, titulada "(You Drive Me) Crazy Tour", va seguir el març de 2000 on va estrenar cançons del seu segon àlbum.
Oops! ... I Did It Again, el seu segon àlbum d'estudi, es va publicar el maig de 2000. Va debutar en el número #1 en EUA, venent 1,3 milions de còpies, batent el rècord de Nielsen SoundScan de majors vendes en el debut d'un artista en solitari. Fins a la data ha venut més de 20 milions de còpies a tot el món, el que el converteix en un dels àlbums més venuts de tots els temps. El single principal de l'àlbum, "Oops! I Did It Again", va aconseguir el primer lloc en les llistes d'Austràlia, Nova Zelanda, el Regne Unit i molts altres països europeus, mentre que el segon senzill, "Lucky", va aconseguir el primer lloc a Àustria, Alemanya, Suècia i Suïssa. Tant l'àlbum com el tema principal van rebre nominacions als Grammy com a millor àlbum de pop vocal i millor interpretació vocal pop femenina, respectivament.
'Aquell mateix any, Spears es va embarcar en la gira Oops! I Did It Again Tour, que va recaptar 40,5 milions de dòlars; també va publicar el seu primer llibre, Britney Spears 'Heart to Heart, coescrit amb la seva mare. El 7 de setembre de 2000, Spears va actuar en els MTV Video Music Awards del 2000. A meitat de l'actuació, es va despullar del seu vestit negre per mostrar un vestit de lluentons de color carn, seguit d'una potent coreografia. Els crítics consideren que va ser el moment en què Spears va mostrar signes d'esdevenir una intèrpret més provocativa. Enmig de les especulacions dels mitjans, Spears va confirmar que estava sortint amb el membre de NSYNC, Justin Timberlake. Spears i Timberlake es van graduar a l'escola secundària a distància de la Universitat de Nebraska High School.

### 2001-2002:BritneyiCrossroads
El gener de 2001, Spears va actuar com a convidada especial en l'espectacle del descans de la final de la Super Bowl XXXV, encapçalat per Aerosmith i NSYNC. El febrer d'aquell any, va signar un contracte promocional d'entre 7 i 8 milions de dòlars amb Pepsi, i va publicar un altre llibre coescrit amb la seva mare, titulat A Mother's Gift. El seu tercer àlbum d'estudi autotitulat, Britney, es va publicar aquell novembre. Mentre estava de gira, es va sentir inspirada per artistes de hip-hop com Jay-Z i The Neptunes, portant-la a crear un disc amb un so més funky. El àlbum va debutar en el número u de la Billboard 200 i va aconseguir les cinc primeres posicions a Austràlia, el Regne Unit i Europa continental, i va vendre 10 milions de còpies arreu del món.
L'àlbum va rebre dues nominacions als Grammy millor àlbum Vocal Pop i millor Interpretació Vocal Pop Femenina per "Overprotected"- i va entrar en la llista dels "100 Millors Àlbums dels Últims 25 Anys" d'Entertainment Weekly el 2008. El primer senzill de l'àlbum, "I'ma Slave 4 U", va ser un èxit en el top 10 mundial.
L'actuació de Britney en els MTV Video Music Awards de 2001 va comptar amb un tigre real dins la mateixa gàbia que ella (manejat per Bhagavan Antle) i una gran pitó albina sobre les seves espatlles. L'organització en defensa dels drets dels animals PETA va reaccionar amb duresa, al·legant que els animals havien estat maltractats i rebutjant els plans d'una tanca publicitària contra les pells d'animals on apareixeria la cantant. Jocelyn Vena, de MTV, va resumir aquesta actuació com "un dels espectacles visuals més impactants en els 27 anys d'història del show".
Per promocionar el nou àlbum, Britney es va embarcar en la gira Dream Within a Dream. L'espectacle va ser lloat per la crítica per les seves innovacions tècniques, sent el plat fort una pantalla d'aigua que descargava dues tones d'aigua a l'escenari. La gira va recaptar 43,7 milions de dòlars, convertint-se en la segona gira més taquillera d'una artista femenina del 2002, per darrere de la gira de comiat de Cher. Aquell any, Forbes va destacar l'èxit de la seva carrera considerant-la com la celebritat més poderosa del món. Spears també va aconseguir el seu primer paper com a actriu de protagonista a Crossroads, estrenada el febrer de 2002. Encara que la pel·lícula va ser molt criticada, l'actuació de Spears va agradar molt a l'audiència i la pel·lícula va ser un èxit de taquilla.
El juny de 2002, Spears va obrir el seu primer restaurant, Nyla, a la ciutat de Nova York, però va posar fi a la seva relació el novembre, al·legant una mala gestió i que "la direcció no la va mantenir completament informada". El juliol de 2002, va anunciar que es prendria un descans de sis mesos en la seva carrera; però, el mateix novembre ja havia tornat a l'estudi per gravar el seu nou àlbum. La relació amb Justin Timberlake va acabar després de tres anys i aquell desembre, ell va llançar la cançó "Cry Me a River" com a segon senzill del seu àlbum debut en solitari. En el vídeo musical apareixia un doble de Spears i va alimentar els rumors que ella li havia estat infidel. Com a resposta, Spears va escriure la balada "Everytime" amb la seva corista i amiga Annet Artani. Aquell mateix any, el líder de Limp Bizkit, Fred Durst, va dir que tenia una relació amb Spears, però ella ho va negar.

### 2003-2005:In the Zonei matrimonis
L'agost de 2003, Spears va obrir els MTV Video Music Awards amb Christina Aguilera, interpretant "Like a Virgin". A mig camí es va unir Madonna, amb qui es van acabar besant totes dues. L'incident va tindre molta repercussió a nivell internacional i en 2008, la MTV va incloure'l com la obertura número u en la història dels Premis, mentre que la revista Blender el va citar com un dels vint moments musicals més sexis en la història de la televisió. Spears va llançar el seu quart àlbum d'estudi, In the Zone, el novembre de 2003 en el qual va assumir un major control creatiu escrivint i coproduint la major part del material.
NPR va incloure l'àlbum en la llista de "Les 50 obres més importants de la dècada", afegint que "la història de la dècada del pop impecablement elaborat està escrita en el seu cos de treball". In the Zone va vendre més de 609.000 còpies als Estats Units durant la seva primera setmana de llançament al país, debutant en el primer lloc de les llistes, convertint a la cantant en la primera artista femenina en l'era SoundScan en tenir els seus quatre primers àlbums d'estudi en el número u. També va debutar en el primer lloc de les llistes a França i al top ten a Bèlgica, Dinamarca, Suècia i els Països Baixos. In the Zone ha venut 6 milions de còpies a tot el món. L'àlbum va produir quatre singles: "Em Against the Music", una col·laboració amb Madonna; "Toxic" -emportant-se el Grammy a la millor gravació de ball-; "Everytime", i "Outrageous".
El gener de 2004, Spears es va casar amb el seu amic de la infància Jason Allen Alexander a la capella A Little White Wedding de Las Vegas, Nevada. El matrimoni va ser anul·lat 55 hores més tard, després d'una petició al tribunal que afirmava que Spears "no tenia capacitat de comprensió de les seves accions".
El març de 2004, va iniciar la gira The Onyx Hotel Tour per promocionar l'àlbum In the Zone. El juny d'aquell any, va caure i es va lesionar el genoll esquerre durant el rodatge del videoclip de "Outrageous". Spears es va sotmetre a una cirurgia artroscòpica i va haver de romandre sis setmanes amb una fèrula a la cuixa, i després entre vuit i dotze setmanes més de rehabilitació, el que va provocar la cancel·lació de la gira. Durant el 2004, Spears es va involucrar en el Centre de Càbala gràcies a la seva amistat amb Madonna.
El juliol de 2004 Spears es va comprometre amb el ballarí Kevin Federline, a qui havia conegut tres mesos abans. El romanç va ser objecte d'una intensa atenció per part dels mitjans de comunicació, ja que Federline havia trencat recentment amb l'actriu Shar Jackson, que en aquell moment encara estava embarassada del seu segon fill. Les etapes de la seva relació van ser relatades en el primer reality show de Spears, Britney and Kevin: Chaotic, que es va estrenar el 17 de maig de 2005 a UPN. Spears es referiria més tard al programa en una entrevista de 2013 com "probablement el pitjor que he fet en la meva carrera". Van celebrar una cerimònia de casament el 18 de setembre de 2004, però no es van casar legalment fins tres setmanes després, el 6 d'octubre, a causa d'un retard en la finalització de l'acord prenupcial de la parella.
Poc després va llançar el seu primer perfum, Curious, amb Elizabeth Arden, que va batre el rècord de vendes de la companyia en la primera setmana per a un perfum. L'octubre de 2004, Spears es va prendre un descans en la seva carrera per formar una família. Greatest Hits: My Prerogative, el seu primer àlbum recopilatori de grans èxits, es va publicar el novembre d'aquell any. La versió que va fer Spears de "My Prerogative", de Bobby Brown, es va publicar com el senzill principal de l'àlbum, i va aconseguir el primer lloc en les llistes de Finlàndia, Irlanda, Itàlia i Noruega.
El segon senzill, "Do Somethin'", va ser un èxit en el top ten d'Austràlia, el Regne Unit i altres països d'Europa continental. L'agost de 2005, Spears va publicar "Someday (I Will Understand)", dedicat al seu primer fill, Sean Preston, que va néixer el mes següent. El novembre de 2005, va llançar la seva primera recopilació de remescles, B in the Mix: The Remixes, que consta d'onze remescles.

### 2006–2007: Problemes personals iBlackout
El febrer de 2006, van sortir a la llum unes fotografiesde Britney conduint amb el seu fill Sean a la faldilla en lloc d'en una cadira de seguretat. Els defensors dels nens es van horroritzar davant les imatges en què se la veia subjectant el volant amb una mà i al seu fill amb l'altra. Spears va afirmar que la situació es va deure a un incident amb els paparazzi, i que va ser un error per part seva. El mes següent, va actuar com convidada en l'episodi de Will & Grace "Buy, Buy Baby" interpretant a Amber-Louise, una lesbiana que no ha sortit de l'armari. Va anunciar que havia deixat d'estudiar la Càbala el maig de 2006, afirmant: "el meu nadó és la meva religió". Spears va posar nua per a la portada d'agost de 2006 de Harper's Bazaar; la fotografia va ser comparada amb la de Demi Moore a la portada de Vanity Fair d'agost de 1991. El setembre de 2006, va donar a llum al seu segon fill, Jayden James. El novembre del mateix any, Britney va sol·licitar el divorci de Federline, al·legant diferències irreconciliables. El seu divorci va finalitzar el juliol de 2007, quan tots dos van arribar a un acord global i van acordar compartir la custòdia dels seus fills.
La tieta de la cantant, Sandra Bridges Covington, amb la qual havia estat molt unida, va morir de càncer d'ovari el gener de 2007. El febrer, Spears va ingresar en un centre de rehabilitació de drogues a Antigua durant menys d'un dia. La nit següent, es va afaitar el cap amb una maquineta elèctrica en una perruqueria de Tarzana, Los Angeles. Durant les setmanes següents es va internar en altres centres de tractament. El maig de 2007, va realitzar una sèrie de concerts promocionals en locals de House of Blues, titulats The M+M's Tour. L'octubre d'aquell any, Spears va perdre la custòdia física dels seus fills a mans de Federline. Els motius de la sentència judicial no van ser revelats al públic. Spears també va ser demandada per Louis Vuitton pel seu vídeo musical de 2005 "Do Somethin'" per entapissar l'interior del seu Hummer amb tela de flor de cirerer de Louis Vuitton falsificada, el que va provocar la prohibició del vídeo a les cadenes de televisió europees.

### Matrimoni i escàndols
Va contraure matrimoni amb el ballarí Kevin Federline el setembre de 2004 i es va apartar de la música temporalment, en quedar-se embarassada dues vegades seguides. El seu primer fill, Sean Preston, va néixer el setembre de 2005, i el segon, Jayden James, el setembre de 2006. Durant aquest període no van cessar els escàndols sobre la seva vida privada i el seu matrimoni, al qual Britney posà fi el novembre de 2006 amb una demanda de divorci. Es va tallar els cabells al zero i va fer diverses entrades i eixides en diferents ocasions a centres de rehabilitació. El febrer del 2007 va ingressar definitivament al centre de rehabilitació Promises on va estar un mes.
El maig de 2007 va tornar als escenaris actuant a diversos clubs dels Estats Units. Finalment, cap a final d'agost, es va llançar a les ràdios amb el seu nou senzill «Gimme More». Tanmateix, fou l'encarregada d'obrir els MTV Video Music Awards 2007 el 9 de setembre amb una actuació que acabà sent altament criticada i ridiculitzada pels mitjans de comunicació i l'opinió pública. El senzill va sortir oficialment a l'octubre, al mateix temps que el seu esperat cinquè àlbum. El mateix mes, l'artista va perdre la custòdia dels seus fills. El 30 d'octubre del 2007, Spears va llançar el seu cinquè disc d'estudi titulat Blackout, del qual en va vendre més de dos milions de còpies a tot el món, un dels seus èxits més limitats.
A principis de gener de l'any 2008 es va formar un dels majors escàndols de la vida de la cantant: va tancar-se al lavabo de casa seva amb el seu fill petit, Jayden James, i es va negar a lliurar-lo al seu exmarit. La cantant va patir un atac de nervis i se la van endur d'urgències a l'hospital Cedars Sinai de Los Angeles, on va restar interna durant dues setmanes. Els informes de la policia declaraven que l'artista es trobava sota els efectes d'alguna substància desconeguda, però hores després els metges van declarar que no havia pres cap substància il·legal i que el que havia passat era conseqüència de la seva malaltia mental: un trastorn bipolar.
Una vegada més, Spears es va negar a rebre tractament i va marxar cap a Mèxic amb Adnan Ghalib, un paparazzi que la fotografiava des de feia molts mesos. En tornar de Mèxic el seu comportament va esdevenir més erràtic. La cantant solia anar acompanyada d'Adnan Ghalib i Sam Lufti –qui deia ser el seu mànager– al cotxe. Va protagonitzar xocs, parades a gasolineres, robatoris d'encenedors o bosses de patates fregides, etc. També solia dur perruca rosa, i semblava patir estranys canvis de personalitat que la portaven a parlar amb accent britànic.
Cap a final de gener de 2008, la cantant va patir una altra crisi nerviosa, va ser vista i fotografiada abandonant el seu cotxe –conduït per Sam Lufti– a escassos metres de casa seva, plorant i amb el seu gos a coll. Va seure a la vorera descalça i va seguir plorant. Després d'allò, Spears i Ghalib van sortir de la casa de la cantant en el cotxe del fotògraf, a una velocitat tan gran que va fer que se'ls rebentés una roda. A més, van fer diverses parades a farmàcies i supermercats, etc.
Finalment, van arribar els pares de la cantant per a rescatar-la. Van obligar-la a entrar a una clínica mental, UCLA Medical Center, on va estar-se una setmana. En sortir, el pare de la cantant, Jamie Spears, va aconseguir la custòdia de la seva filla així com els poders sobre tots els seus béns. Es va descobrir que Sam Lufti l'estava manipulant psicològicament i amb drogues, i van posar una ordre d'allunyament contra ell. Tampoc van deixar que Adnan Ghalib s'apropés més a ella.
Des d'aleshores el comportament de la cantant va canviar radicalment. El seu comportament es va anar normalitzant a mesura que el temps passava, i la recuperació va ser un èxit. Per consegüent, va començar a recuperar drets i llibertats, i va poder tenir els seus fills amb ella. També va començar a gravar un nou disc.

### Nous àlbums
Al setembre del 2008, la cantant es va presentar als premis MTV Video Music Awards on va guanyar tres premis, inclòs el de «Video de l'Any» per «Piece Of Me» (Un tros de mi). Poc després va estrenar el seu nou single, «Womanizer», que va triomfar a tot el món i va arribar al nº1 de Billboard. També va fer algunes actuacions per promoure el seu nou single. El 2 de desembre del 2008 -dia del seu aniversari- va llançar el seu nou àlbum, Circus, amb dues actuacions a Good Morning America. Aquest àlbum es va estrenar al nº1 de Billboard i va tenir un gran èxit mundial. El 3 de març del 2009, Britney va començar la seva nova gira mundial, «The Circus Starring: Britney Spears», que la va portar a fer un total de 97 concerts als Estats Units, Canadà, Europa i Austràlia.
En finalitzar la gira, cap a la fi del 2009, va llançar un tercer àlbum recopilatori, The Singles Collection que va estar precedit pel nou single «3», comercialitzat arreu d'Europa i els Estats Units.
Al març del 2011 va llençar el seu sèptim àlbum d'estudi titulat Femme fatale, la promoció del qual li va portar a fer una gira mundial titulada «Femme Fatale Tour», la qual es va recopilar en un DVD titulat Femme Fatale Tour Live Toronto, llençat el gener del 2012.
Poc temps després, va ser jutge del programa The X Factor USA, juntament amb Simon Cowell, Demi Lovato i L.A. Reid. Aquell mateix any va llençar arreu del món el seu vuitè àlbum d'estudi titulat Britney Jean, el disc més personal de la cantant fins ara. Per promocionar l'àlbum, Spears va firmar un contracte amb Planet Hollywood de Las Vegas, on va pactar una sèrie de concerts durant els següents dos anys a Las Vegas.
El 26 d'agost de 2016 va llençar el seu novè treball discogràfic titulat Glory. Per promocionar l'àlbum, Spears va llençar el senzill «Make me'', i el 28 d'agost actuá als MTV Music Awards després de nou anys.

## Discografia

### Àlbums
- 1999 - ...Baby One More Time
- 2000 - Oops!... I Did It Again
- 2001 - Britney
- 2003 - In the Zone
- 2004 - Greatest Hits: My Prerogative
- 2005 - B in the Mix: The Remixes
- 2007 - Blackout
- 2008 - Circus
- 2009 - The Single Collection
- 2011 - Femme Fatale
- 2013 - Britney Jean
- 2016 - Glory

### Senzills
| - 1998 - «Baby One More Time» - 1999 - «Sometimes» - 1999 - «(You Drive Me) Crazy» - 1999 - «Born to Make You Happy» - 2000 - «From the Bottom of My Broken Heart» - 2000 - «Oops!... I Did It Again» - 2000 - «Lucky» - 2000 - «Stronger» - 2001 - «Don't Let Me Be the Last to Know» - 2001 - «I'm A Slave 4 U» - 2001 - «Overprotected» - 2001 - «I'm Not a Girl, Not Yet a Woman» - 2002 - «I Love Rock N' Roll» - 2002 - «Anticipating» | - 2002 - «Boys (the Co-Ed Remix)» - 2003 - «Me Against the Music» - 2004 - «Toxic» - 2004 - «Everytime» - 2004 - «Outrageous» - 2004 - «My Prerogative» - 2005 - «Do Somethin'» - 2005 - «Someday (I Will Understand)» - 2005 - «And then We Kiss» - 2007 - «Gimme More» - 2008 - «Piece Of Me» - 2008 - «Break the Ice» - 2008 - «Womanizer» - 2009 - «Circus» | - 2009 - «If U Seek Amy» - 2009 - «3» - 2011 - «Hold It Against Me» - 2011 - «Till the World Ends» - 2011 - «I Wanna Go» - 2011 - «Criminal» - 2013 - «Ooh La La» de la pel·lícula The Smurfs 2 - 2013 - «Work Bitch'» - 2014 - «Perfume» - 2014 - «Alien'' - 2015 - «Pretty Girls» - 2016 - «Make Me» - 2016- «Slumber Party» - 2020 - «mood ring» |

## Gires
- ...Baby One More Time Tour (1999)
- Oops!... I Did It Again World Tour (2000)
- Dream Within a Dream Tour (2001)
- Live at the Femme Fatale Hall (2002)
- The Onyx Hotel Tour (2004)
- The Circus Starring: Britney Spears (2009)
- Femme Fatale Tour (2011-2012)
- Britney:Piece of me (2013-2017)

### Gires promocionals
- The M+M's Tour (2007)
- Live at the Royal Albert Hall (2009)

## Premis i assoliments

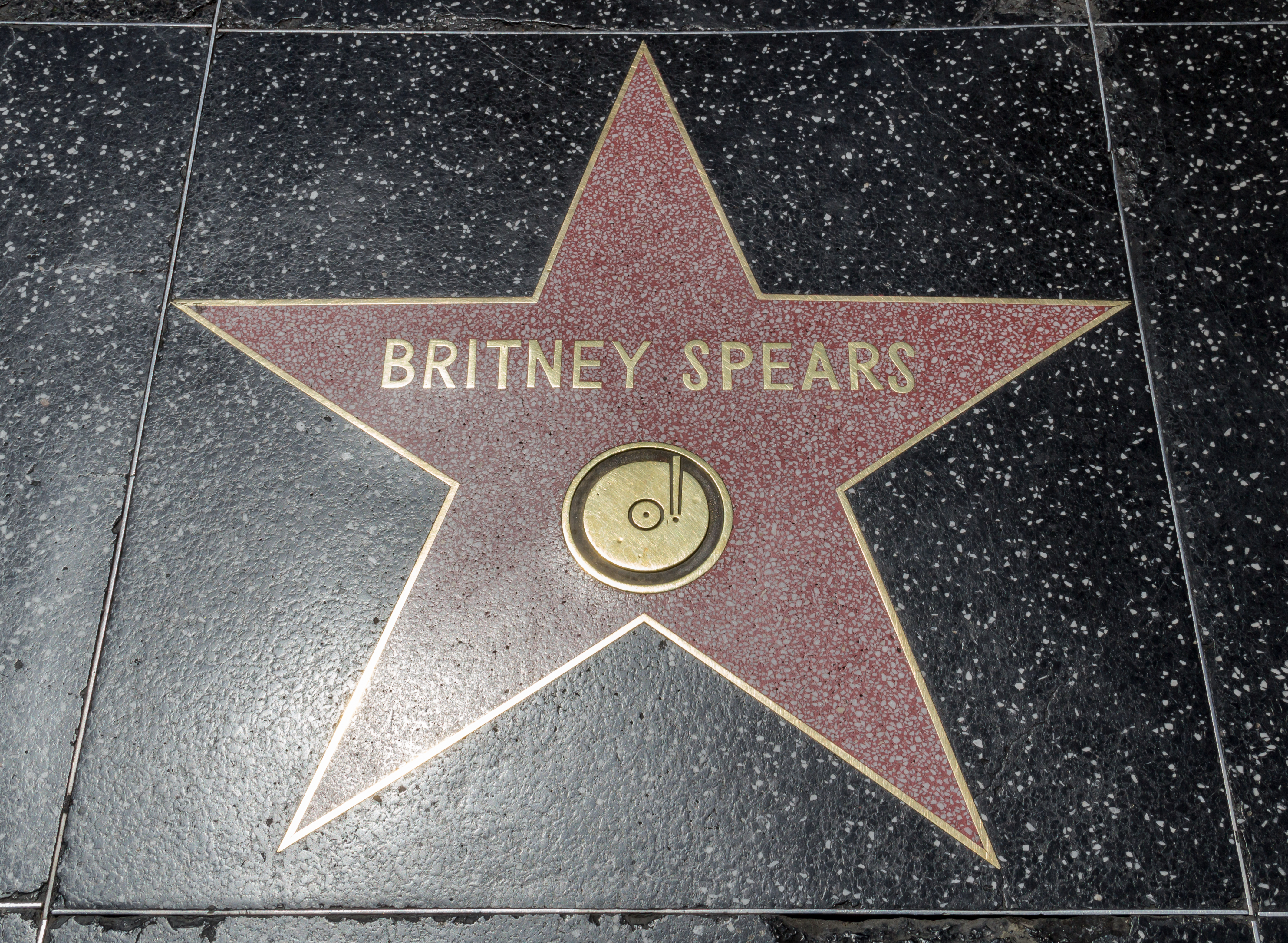
Estrella de Britney en el Passeig de la Fama de Hollywood.

Al llarg de la seva carrera, Spears ha obtingut nombrosos premis i reconeixements, com un premi Grammy; quinze rècords Guinness; sis premis MTV Video Music Awards, inclòs el Michael Jackson Vídeo Vanguard Award; set Billboard Music Awards, inclòs el Millennium Award; el premi inaugural Radio Disney Icon Award; el GLAAD Media Award's Vanguard Award i una estrella en el Passeig de la Fama de Hollywood.
El Guinness World Records considera que té l'"àlbum més venut per un artista adolescent en solitari" pel seu primer àlbum d'estudi, ... Baby One More Time, que va vendre més de tretze milions de còpies als Estats Units. Melissa Ruggieri, del Richmond Times-Dispatch, va dir: "També està marcada per ser l'artista adolescent que més ven. Abans de fer els 20 anys el 2001, Spears havia venut més de 37 milions d'àlbums a tot el món".
Des de 2017, segons la BBC, ha venut més de 100 milions de discos a tot el món, el que la converteix en una de les artistes musicals més venudes de tots els temps; i més de 70 milions de discos als Estats Units, incloent 36,9 milions de senzills digitals i 33,6 milions d'àlbums digitals. Spears també és reconeguda com l'artista femenina que més àlbum ha venut de la dècada de 2000 als Estats Units, així com la cinquena en general. El desembre de 2009, Billboard la va classificar com la vuitena artista de la dècada de 2000 als Estats Units. És una de les poques artistes de la història que ha tingut un senzill i un àlbum d'estudi en el número u als Estats Units durant cadascuna de les tres dècades de la seva carrera. Amb "3" el 2009 i "Hold It Against Me" el 2011, va esdevenir la segona artista després de Mariah Carey en la història del Hot 100 en debutar en el número u amb dos o més cançons. En 2016, Spears es va situar en la vintena posició de la llista Greatest Of All Time Top Dance Club Artists de Billboard.